# Singer Bantam
Der Singer Bantam ist ein Kleinwagen, den Singer von 1936 bis 1939 als Nachfolger des Modells 9 herstellte. Als erster Singer hatte der Bantam einen Aufbau von Pressed Steel. Auf der London Motor Show 1935 wurde der Wagen als neues Sparmodell vorgestellt.

## Technik
Der Bantam hatte viele Komponenten anderer Singer-Modelle, z. B. den Underslungrahmen des 9 Le Mans.
Der Wagen war etwas kürzer als der 9 und hatte zwar den gleichen Motor mit obenliegender Nockenwelle und 972 cm³ Hubraum, jedoch geringere Verdichtung und nur 1 SU-Vergaser. Der so bestückte Motor gab eine Leistung von 25 bhp (18,6 kW) ab und beschleunigte das leichte Fahrzeug auf 95 km/h. 1938 erhielt der Bantam einen größeren Motor mit 1074 cm³ Hubraum und 30 bhp (22 kW) Leistung. Damit erreichte das wieder etwas größere Fahrzeug 98 km/h.
Die Motorleistung wurde über ein Dreiganggetriebe, dessen dritter Gang synchronisiert war, an die Hinterachse weitergeleitet. Frühe Modelle hatten Drahtspeichenräder, ab 1937 erhielten alle Modelle serienmäßig „Easyclene“-Scheibenräder, die vorher schon auf Wunsch lieferbar waren. Ein verchromtes Bantam-Huhn thronte auf dem Kühler, bis dies 1937 verboten wurde.

## Geschichte
Anfangs gab es vier Modelle, den zwei- und den viertürigen Bantam Popular sowie den zwei- und den viertürigen Bantam De Luxe. Alle vier hatten die gleiche Limousinenkarosserie, aber die De-Luxe-Modelle mit Schiebedach, während bei den Popular-Modellen die entsprechende Öffnung durch ein festes Blech verdeckt wurde. In den Folgejahren wurden bei vielen De-Luxe-Modellen das Schiebedach entfernt, aber an den Ablaufrinnen vorne und hinten erkennt man bei diesen auch heute noch das De-Luxe-Modell. Außerdem waren diese Modelle mit Ledersitzen, verchromten Stoßfängern und einer Gepäckbrücke besser ausgestattet.
Ab 1937 gab es einen Tourenwagen, aber es wurden nur sehr wenige Wagen in dieser Version hergestellt und noch weniger überlebten bis heute. Die Limousine wurde für das Modelljahr 1938 überarbeitet. Fahrgestell und Radaufhängung wurden verstärkt und es gab den oben erwähnten, größeren Motor. Das Bremssystem wurden auf Seilzug umgestellt. Die Aufbauten blieben im Wesentlichen gleich; es gab lediglich eine zusätzliche Chromleiste an den Türen und Änderungen an der Motorhaube.

## In Australien und Ozeanien

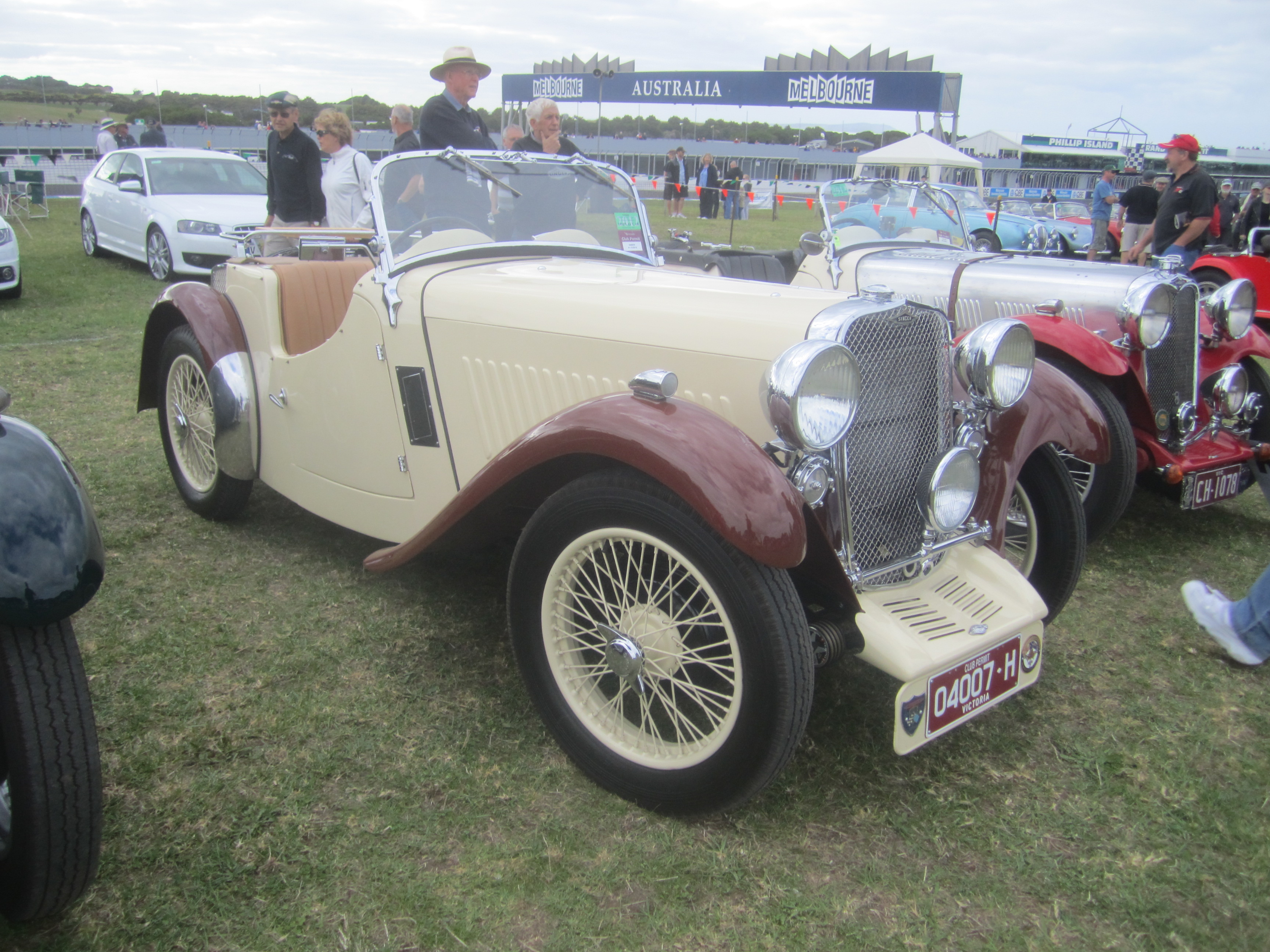
Australischer Singer Bantam Roadster

Viele Singer Bantam haben in Australien und Neuseeland bis heute überlebt, weil Singer diese Wagen als Fahrgestell mit komplettem Antrieb dorthin geliefert hat. Die Aufbauten für diese Fahrzeuge wurden hauptsächlich von Flood in Australien geliefert, wobei es sich um Tourenwagen und Roadster handelte. Es scheint, dass dies die Entwicklung des Roadsters auf dem Bantam-Fahrgestell bei Singer beflügelt hat, der 1939 erschien.
Der australische Krimischriftsteller Charles Shaw ließ sich von diesem Automodell zu seinem Pseudonym Bant Singer inspirieren.